# Souvigné-sur-Sarthe
Souvigné-sur-Sarthe là một xã trong tỉnh Sarthe ở tây bắc nước Pháp. Xã này nằm ở khu vực có độ cao từ 20-50 mét trên mực nước biển.